# ドナルド・ナイト
ドナルド・ナイト（Donald Knight、1947年6月8日-）は、カナダ出身の男性フィギュアスケート選手。1964年インスブルックオリンピックカナダ代表。

## 経歴
1965年から1968年のカナダフィギュアスケート選手権で優勝し、同大会で過去6度、表彰台に立つ。1964年にオーストリアで開催されたインスブルックオリンピックでは、ショートプログラムで7位、フリースケーティングで11位になり、総合で8位であった。1965年の世界フィギュアスケート選手権では3位で初の表彰台に立つ。

## 主な戦績
| 大会         | 60-61 | 61-62 | 62-63 | 63-64 | 64-65 | 65-66 | 66-67 |
| ------------ | ----- | ----- | ----- | ----- | ----- | ----- | ----- |
| オリンピック |       |       |       | 9     |       |       |       |
| 北米選手権   |       |       | 8     | 9     | 3     | 7     | 4     |
| 北米選手権   |       |       |       |       | 3     |       | 1     |
| カナダ選手権 | 1J.   | 3     | 2     | 2     | 1     | 1     | 1     |